# التهاب مفاصل تال للرضح
التهاب المفاصل التالي للرضح هو شكل من أشكال الفصال العظمي يحدث بعد إصابة المفصل.

## التصنيف
التهاب المفاصل التالي للرضح شكل من أشكال الفصال العظمي وقد يحدث الأول بعد الثاني. مع ذلك، قد يحدث التهاب المفاصل التالي للرضح أيضًا بعد الإصابة بالتهاب المفاصل الالتهابي المزمن.
بشكل عام، يصنف التهاب المفاصل التالي للرضح ضمن مجموعتين: الفصال العظمي التالي للرضح والتهاب المفاصل الالتهابي التالي للرضح.

### الفصال العظمي التالي للرضح
الفصال العظمي التالي للرضح هو الشكل الأكثر شيوعًا لالتهاب المفاصل التالي للرضح. ما بين 20-50% من جميع حالات الفصال العظمي يسبقها التهاب المفاصل التالي للرضح. عادةً ما يكون المرضى الذين يعانون من الفصال العظمي التالي للرضح أصغر من مرضى الفصال العظمي دون أي إصابات جسدية سابقة.

### التهاب المفاصل الالتهابي التالي للرضح
يعد التهاب المفاصل الالتهابي التالي للرضح أقل شيوعًا، إذ يمثل ما بين 2-25% من جميع حالات التهاب المفاصل التالي للرضح. هناك تقارير عن وجود صلة بين الإصابة الجسدية السابقة والتهاب المفاصل الالتهابي، مثل التهاب المفاصل الروماتويدي أو التهاب المفصل في الصدفية.

## العلامات والأعراض
تتشابه أعراض التهاب المفاصل التالي للرضح مع أعراض الفصال العظمي. تشمل الأعراض العامة الجساءة والتورم والانصباب الزليلي والألم والاحمرار والمضض والفرقعة وعدم الاستقرار والنزيف داخل المفصل المصاب. 
نتيجة هذه الأعراض، غالبًا ما يرافق التهاب المفاصل التالي للرضح فقدان القدرة على الحركة.

## عوامل الخطر
نظرًا لأن التهاب المفاصل التالي للرضح يحدث عادةً بعد إصابة المفصل، يكون خطر الإصابة بالتهاب المفاصل التالي للرضح بعد هذه الإصابة أعلى بكثير. تشمل عوامل الخطر التي تزيد من خطر الإصابة بالتهاب المفاصل التالي للرضح زيادة الوزن والنشاط البدني. يكون معدل انتشار التهاب المفاصل التالي للرضح أعلى بكثير عند القيام بعمل شاق والإفراط في استخدام المفاصل المصابة. كشفت الفحوصات أيضًا أن زيادة مؤشر كتلة الجسم بمقدار خمس وحدات تؤدي إلى زيادة خطر الإصابة بالتهاب المفاصل التالي للرضح بنسبة 35%. 
يُذكر أن الجينات تؤثر على معدل انتشار التهاب المفاصل التالي للرضح. وفقًا للدراسة الحديثة، قد يكون لجنس المرضى أيضًا تأثير على حدوث التهاب المفاصل التالي للرضح، إذ تُصاب به الإناث بنسبة أكثر من الذكور.

## التدبير
لا يمكن علاج التهاب المفاصل الحاد التالي للرضح للوقاية من التهاب المفاصل المزمن التالي للرضح. هناك العديد من الخيارات المتاحة لتدبير التهاب المفاصل المزمن التالي للرضح.

### نمط الحياة
نظرًا لأن زيادة الوزن من عوامل الخطر للإصابة بالتهاب المفاصل التالي للرضح، تعد التغييرات في نمط الحياة التي تساعد في ضبط وزن الجسم مهمة في علاج الحالة والوقاية منها. غالبًا ما تشمل التغييرات في نمط الحياة وفقدان الوزن تثقيف الشخص المصاب حول طرق ممارسة أسلوب حياة صحي.

### الإجراءات العلاجية
قد يساعد العلاج الطبيعي في تقليل الألم والأعراض الأخرى لالتهاب المفاصل التالي للرضح. لم تُثبت فعالية العلاج بالتدليك والعلاج اليدوي.

### الأدوية
يمكن علاج أعراض التهاب المفاصل التالي للرضح باستخدام الأدوية اللاستيرويدية المضادة للالتهاب للأعراض معتدلة الشدة، ويُستخدم الباراسيتامول أيضًا. تشمل العلاجات الطبية الأخرى حقن الكورتيزون أو الكورتيكوستيرويد ضمن المفصل المصاب.

### الجراحة
إذا لم تكن الأدوية وتغييرات نمط الحياة والعلاج الطبيعي كافية للحد من الأعراض، خاصةً الألم، تعد الجراحة والتدخلات الأخرى الشبيهة متاحة لتدبير التهاب المفاصل التالي للرضح. في كثير من الحالات، يوصى باستبدال المفصل (مفصل اصطناعي) أو تجديد سطح الغضروف. وفقًا للدراسات السريرية، قد تكون هذه الأساليب الجراحية فعالة في تقليل الألم المرافق للأعراض والتكاليف المرتبطة بتدبير هذه الحالة.